# Fujiwara no Michitaka
Fujiwara no Michitaka (藤原 道隆, 953-16 mai 995) est le premier fils de Fujiwara no Kaneie. Membre du clan Fujiwara, c'est un noble de la cour (kugyō) et l'un des régents Fujiwara puisqu'il a servi comme kanpaku.

## Généalogie
Il a pour épouse principale Takashina no Kishi (morte en 996) qui lui donne 7 enfants :
- Korechika (974-1010) ;
- Teishi (977-1000), impératrice de l'empereur Ichijō ;
- Takaie (979-1044) ;
- Ryuen (980-1015), évêque de Komatsu ;
- Genshi (982-1002), consort de l'empereur Sanjō ;
- San no Kimi, mariée au prince Atsumichi (fils de l'empereur Reizei) ;
- Mikushigedono (983-1002), concubine de l'empereur Ichijō.

D'une fille de Fujiwara no Morihito, Michitaka a un fils nommé Michiyori, l'aîné de ses enfants, (971-995) ; de Tachibana no Seishi (ou Tokushi), il a également un fils, Yoshichika.